# Cees Struyker Boudier
Cornelis Ebertus Maria (Cees) Struyker Boudier (Bandoeng, Nederlands-Indië, 16 oktober 1937 - Varsseveld, 11 februari 2015) was een Nederlandse filosoof, filosofiehistoricus en hoogleraar.  

## Levensloop
Struyker Boudier was geboren in Bandoeng, Nederlands-Indië. Na de Japanse invasie zat hij met het gezin enige jaren in een Japans interneringskamp. Na het gymnasium studeerde Struyker Boudier wijsbegeerte en psychologie aan de Katholieke Universiteit Nijmegen, waarna hij de militaire dienstplicht volbracht. Daarna werkte hij enige tijd als psychologisch adviseur voor maatschappelijke instellingen. 
In 1966 werd Struyker Boudier wetenschappelijk medewerker aan het Filosofisch Instituut van de Katholieke Universiteit Nijmegen. In 1970 promoveerde hij aldaar bij Stephan Strasser op het proefschrift Fenomenologie en psychoanalyse. De problematiek van het bewustzijn en de psychoanalyse bij Maurice Merleau-Ponty.
Aan het eind van 1970 werd hij Struyker Boudier tot gewoon lector in de inleiding in de wijsgerige antropologie, waarbij hij een deel van de taken van Strasser overnam. Hij volgde in 1975 bij diens vertrek Strasser op als hoogleraar in de wijsgerige antropologie aan de Faculteit Psychologie. 
In 1994, bij en ter gelegenheid van de honderdste geboortedag van Ferdinand Sassen, richtte de Nijmeegse universiteit de Sassenleerstoel voor de geschiedenis van het wijsgerig leven in Nederland in relatie tot levensbeschouwingen op. Struyker Boudier, die had besloten in 1994 afscheid te nemen, werd de eerste bezetter. Bij het aantreden hield hij een rede over enkele onderbelichte aspecten van leven en werken van Sassen, die in bewerkte vorm is verschenen in jaargang 7 van Geschiedenis van de wijsbegeerte in Nederland.
In 1980 overleed zijn vrouw. Zij hadden twee kinderen. Struyker Boudier liet zich dan tot priester wijden voor de parochie Malden. Hij was daarvoor al lekenpriester voor de Studentenkerk geweest. 

### Verdere familie
Zijn oudere broer Henk Struyker Boudier (1934-1996) was neerlandicus met een humanistische belangstelling en was eveneens verbonden aan de Katholieke Universiteit Nijmegen. Zijn jongere broer Harry Struijker Boudier (1950) promoveerde cum laude in Nijmegen en is emeritus hoogleraar Farmacologie aan de Universiteit Maastricht. 

## De filosofie
Struyker Boudier werd gefascineerd door de wijsgerige psychologie met inachtneming van de fenomenologische methodes en de existentialistische insteek. Dit houdt in: met aandacht voor de menselijke persoon los van de wetenschap en de grote systemen, maar juist in samenhang met de leefwereld. De puur wetenschappelijke visie op de mens is een reductionisme dat tekortdoet aan zijn vrijheid, (zelf-)bewustzijn, creativiteit en vooral verantwoordelijkheid. Het existentialisme benadrukt de vrijheid. Jean-Paul Sartre werd door Struyker Boudier c.s. gezien als een radicaal van de vrijheid (de "Ultra-Bolsjewiek"), maar Maurice Merleau-Ponty schreef veel over de weefsels waarin het subject reeds fundamenteel gesitueerd was - een substantiëlere vrijheid.
Omdat al deze concepten een moraalfilosofische diepte bezitten, waren deze stromingen destijds ook in de mode in confessionele kringen. Mede daarom had Struyker Boudier belangstelling voor katholieke en andere christelijke contexten.

## Publicaties. Een selectie
- Jean-Paul Sartre: een inleiding tot zijn denken (Tielt / Den Haag, 1967)
- Fenomenologie en psychoanalyse. De problematiek van het bewustzijn en de psychoanalyse bij Maurice Merleau-Ponty (Nijmegen, 1970, dissertatie)
- Vervreemding en bevrijding: bijdragen tot een moderne antropologie (Bilthoven, 1972)
- Politieke dissidenten (Bilthoven, 1974)
- Vragen staat vrij (Baarn, 1978)
- Zelfverwerkelijking: vraagtekens bij enkele moderne idolen (Baarn, 1979)
- Het lijkt nergens op: invallen en ideeën over lief en leed (Baarn, 1980)
- Fenomenologie in Nederland en België: een histories overzicht, m.m.v. Samuel IJsseling en H.M.A. Struyker Boudier (Nijmegen, 1980)
- Een hoofdstuk uit de geschiedenis van fenomenologie en existentiefilosofie in Nederland en België, 3 dln. in 4 bdn.  (Nijmegen, 1982)
- Wijsgerig leven in Nederland, België en Luxemburg, 1880-1980, in 8 dln. (Nijmegen, 1985-1992)
- Morgen is het zondag: verkenningen in hedendaags scheppingsdenken (Kampen, 1990)
- Amor ergo sum: aanzetten tot een filosofie van de liefde (Kampen, 1992)
- Een man van de geest: hoofdstukken over leven en werken van Ferdinand Sassen (Nijmegen, 1997)

## Redes
- Moderne antropologie: een konfrontatie van prakties-kritiese en fenomenologies-existentiële antropologie (Inauguratie, 1971)
- Bevrijd tot vreugde: contouren van een westerse bevrijdingstheologie (Diesrede, KTH Amsterdam, 1987)